# ナホトカ航路
ナホトカ航路は、日本とソビエト連邦（現：ロシア）のナホトカ港を連絡していた航路である。

## 概要
横浜港とソビエト連邦のナホトカ港を連絡していた航路である。日本からヨーロッパへ行くルートに海路・陸路でユーラシア大陸を横断するナホトカ航路〜シベリア鉄道があった。その海路である横浜港からソビエト連邦のナホトカ港までをナホトカ航路と呼び、戦前戦後を通してシベリア鉄道への連絡航路として重要な役割を担っていた。太平洋戦争で一旦途絶えたが日ソ共同宣言後の1961年からソ連極東海運（FESCO）が横浜港とナホトカ港を結ぶ定期旅客航路を再開し、1991年、ソビエト連邦の崩壊に伴い翌年に廃止された。航空便が発達するまでは廉価なヨーロッパ行きルートとしての位置づけもあった。

## ナホトカ航路の歴史
ナホトカ航路の歴史は、シベリア鉄道の歴史と密接に関係している。ソビエト連邦時代の1936年、シベリア鉄道のウラジオストク-ナホトカ支線が完成し、1940年にナホトカ港の拡張工事が始まり、太平洋戦争による中断を挟んで1946年に第一期工事が完了した。1950年に市の地位を得て、その後も拡張を続けた。そして、ナホトカは、ソビエト太平洋艦隊の軍港都市として外国人の立ち入りを禁じたウラジオストクに代わり、ソビエト連邦の極東貿易拠点として発展した。
1956年、日ソ共同宣言により日ソ間の国交が回復されナホトカ港が日本との貿易港となり、1958年に敦賀港との間に貨物定期航路が開設された。1961年には、横浜港との間に旅客船の定期航路が再開され、極東海運（FESCO)が就航した。この旅客航路が一般的にナホトカ航路と呼ばれた。1967年には日本国総領事館がナホトカに設置されている。
ナホトカ航路は、ソビエト連邦や共産圏諸国からの日本との往来や日本からヨーロッパへ向かう旅行客の重要な交通手段であった。同時に貨物もこの航路を利用した。ナホトカ航路とシベリア鉄道を利用してモスクワへ行く乗客は、シベリア鉄道の支線を利用して本線に合流する列車でハバロフスクまで行き、そこでウラジオストク発のモスクワ行列車に乗り換えるスケジュールが組まれていた。
ナホトカ航路は、太平洋戦争後、シベリアに抑留された日本軍捕虜の帰国に際して多くの抑留者がこの港から故国日本へ帰国した。また、ナホトカ港の工事にはシベリアで抑留された日本兵捕虜も従事している。
1980年代、横浜港の定期旅客航路は、ソビエト連邦の極東海運（FESCO）が運行するナホトカ航路のみであったが、1992年、それもソビエト連邦の崩壊とともに廃止された。

## ナホトカ航路のスケジュール
ソビエト連邦の国営企業である極東海運（FESCO）が、バイカル号、ハバロフスク号、トルクメニア号の三隻を就航させ、夏季は週１便、冬季は月１・２便を運航していた。横浜・ナホトカ間の所要時間は、52時間、2泊3日を要した。
航路は、横浜港大桟橋から東京湾を出て太平洋を本州沿いに北上、津軽海峡を2日目の夜半に通過し日本海を西へ横断してナホトカ港へ至るルートだった。
- 運行スケジュール
  - 横浜港大桟橋11時発（1日目）、本州沿いに北上、夜半に津軽海峡（2日目）、ナホトカ港（3日目）に16時着[1]
  - 1970年の大阪万国博覧会開催中は、バイカル号が5月から8月、Grigori Ordjonikidze号が3月から9月、Priamurye号が3月から6月就航していた。[2]

## ハバロフスク号と船内

### ハバロフスク号
ハバロフスク号は、ミハイル・カリーニンクラスの船舶で、乗客333名、乗員97名、総排水量トンが4772トン、8,300馬力のディーゼルエンジン、最高速度17ノット、全長122.15m、全幅15.96m、1961年に東ドイツで建造された旅客船である。
- 船舶諸元[4]
  - 4,772GT LOA 122.15m LBP 110.01m B 15.96m Dght 5.23m
  - D1 MAN 8,300hp Service 17kt
  - Crew 97 Passengers: 333
  - Built in Mathias Thesen, West Germany in 1961
  - Flag: U.S.S.R.
  - One of MIKHAIL KALININ class ships
  - Broken up in China in 1989

### ハバロフスク号の船内の生活
航海にはソビエト連邦国営旅行社であるインツーリストの添乗員が乗船していた。日本語が堪能であり、旅行者の世話係であった。この添乗員の多くは、ウラジオストク国立大学、現在の極東連邦大学、日本語・日本文化学科の卒業者が多かった。
乗客は旅行客と移動客であった。1985年当時の一例では、ソ連を旅行する日本人団体旅行客やソ連を旅行する、若しくは、ソ連を経由してヨーロッパを旅行しようとする、ソ連を通過する日本人・外国人個人旅行客が多かった。内訳は、日本に住みモスクワへ里帰りする日本人と結婚しているロシア人母子、米国へ帰国する英語学校教師夫妻、フランスへ帰省する暁星学園教師（ラテン語と歴史）、任期満了して帰国する在日ハンガリー大使館職員家族、パリへ留学する日本人大学教官等であった。
食事になると、ロシア語、英語、日本語の三か国語でアナウンスがあり、レストランへ行き適当なテーブルに着く。料理は、ソ連人のウエイターかウエイトレスが運んできた。料理は、ロシア料理が多く擬似的な日本料理が時々出された。ソヴィエト連邦の正餐は昼食、ロシア料理のコースであり、スープ、前菜、温かい料理（肉か魚）、デザートという内容だった。パン上に少量のキャビアが乗った前菜やビーツやキャベツのサラダ、スープはやボルシチ、メインはビーフストロガノフ、ステーキ、シュニッツェル、サーモン、魚の燻製等、デザートにはもう日本では見かけない原色をしたゼリーやケーキ、そして、紅茶（チャイ）かインスタントコーヒーだった。
夕食の後は、サロンで生バンドの演奏やダンスパーテー、ロシア民謡やダンス等のアトラクションが企画されていた。バーもあり、ビールやウイスキーなどが注文でき、中でもウオッカ（スタリーチナヤ）がお勧め(インツーリスト添乗員)であった。
甲板には小さなプールがあったが子供が水遊びする程度の設備であった。それよりも甲板のデッキチェアでゆっくりと流れる時間を楽しむ旅行客が多かった。

## 航空便より安かったナホトカ航路
1965年の時点で、ローマまで南回りの航空便で行くと料金は24万円、ナホトカ航路シベリア鉄道でモスクワを経由した場合、日数はかかるが11万円と半額以下だった。
ナホトカ航路シベリア鉄道の料金は、船を3等（ツーリストクラス）、鉄道を2等の場合、モスクワまで76400円、横浜港 - ナホトカ港の船が53時間、ナホトカ - ハバロフスクの鉄道が16時間、ハバロフスク - モスクワの航空便が8時間と5日間の日数がかかるが経済的にはこれに勝るヨーロッパルートはなかった。
しかし、1980年代中ごろには既に航空便の方が安くなり、ナホトカ航路シベリア鉄道でヨーロッパへ行く片道料金で航空便だと往復できるようになっていた。

## ソビエト連邦崩壊後の日本からナホトカ・ウラジオストクへの航路
1992年、ウラジオストクが外国人に開放され、ナホトカ港の重要性が薄れ、1993年には日本総領事館やナホトカ航路（定期旅客航路）がウラジオストクへ移転された。その後、日本側の港が横浜から富山県高岡市の伏木富山港へ移転した。この航路は現在運休中である。ナホトカ港との貨物定期航路は現在でも維持されている。日本から主に中古車が多く輸出された。
ナホトカ航路に就航していたハバロフスク号、バイカル号、トルクメニア号は現役を引退している。
伏木富山港-ウラジオストク港航路には、ロシア極東海運が貨客船ルーシ号（乗客406名、12,798トン）が就航させ、概ね週一便を運航、月曜日ウラジオストク発、金曜日伏木発であった。
伏木富山港-ウラジオストク港航路は2009年12月25日より運休している。その理由は、ロシア連邦が輸入自動車への関税を引き上げたことから貨物輸送量が減少したことによる。就航していたルーシ号はロシアの別の海運会社に売却された。
ロシア極東海運の貨客船ルーシ号の運休後、2010年8月から韓国の東春航運がニュードンチュン号を同航路へ就航させ、隔週1便を運航していたが、現在運休中。

## 現在のナホトカ港
1970年代、ナホトカ湾内のウランゲリ湾において極東最大のヴォストーチヌイ港の建設が始まり、水深のある天然の不凍港はソビエト連邦崩壊後も極東の貿易拠点として発展し、貨物取扱高は3,650万トン（2004年）と急速に増加している。

## ギャラリー

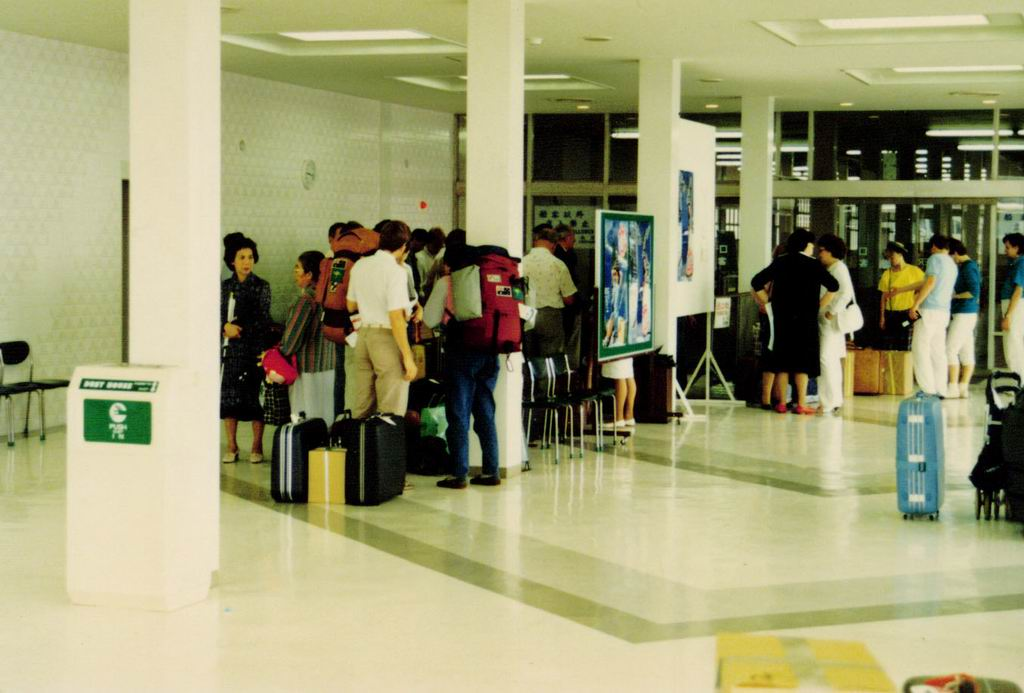
横浜大桟橋での出国手続き（1985年6月29日）
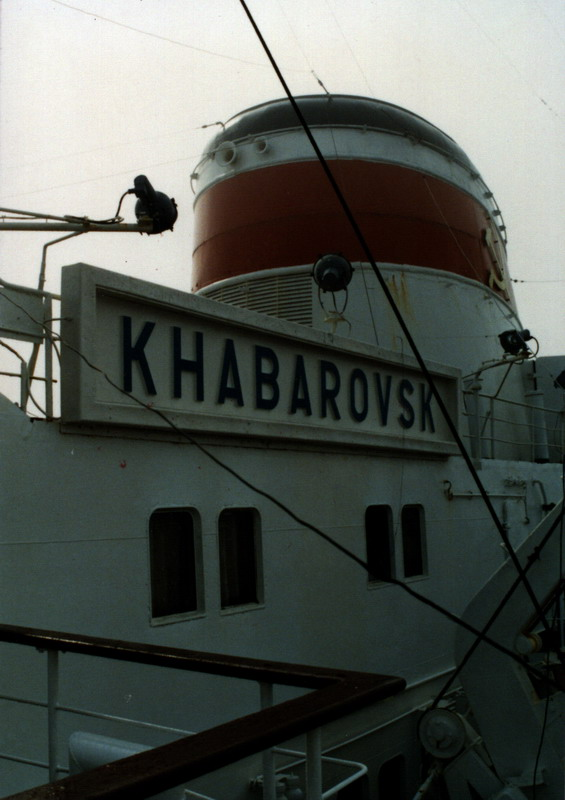
横浜港大桟橋のハバロフスク号（1985年6月29日）
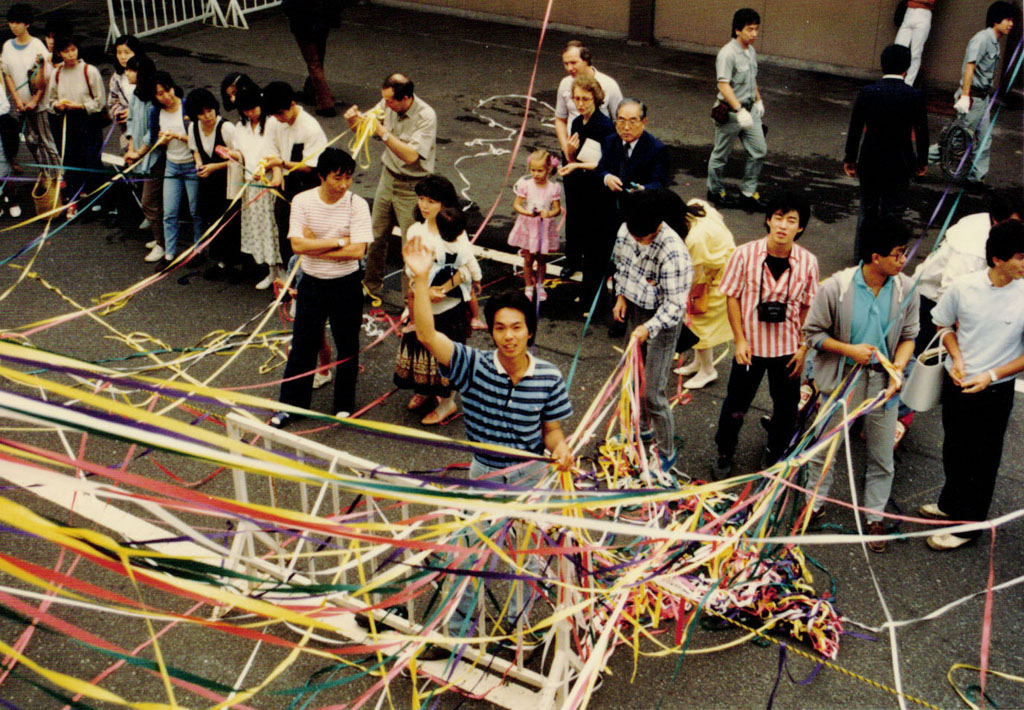
横浜港大桟橋からの出港の様子（1985年6月29日）
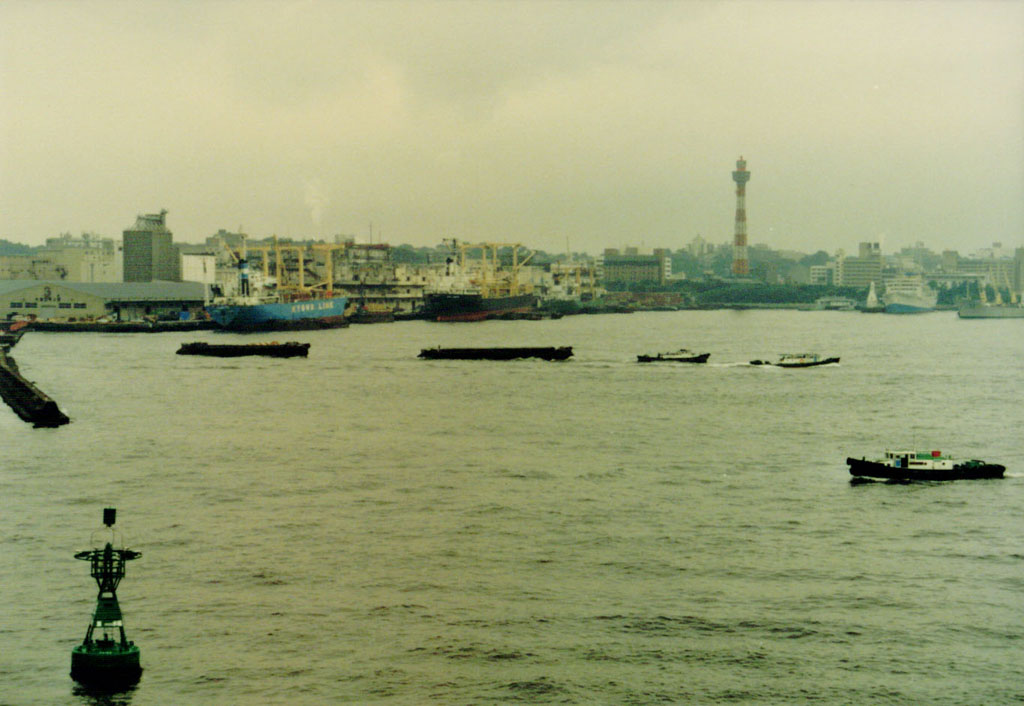
出港時の横浜港（1985年6月29日）
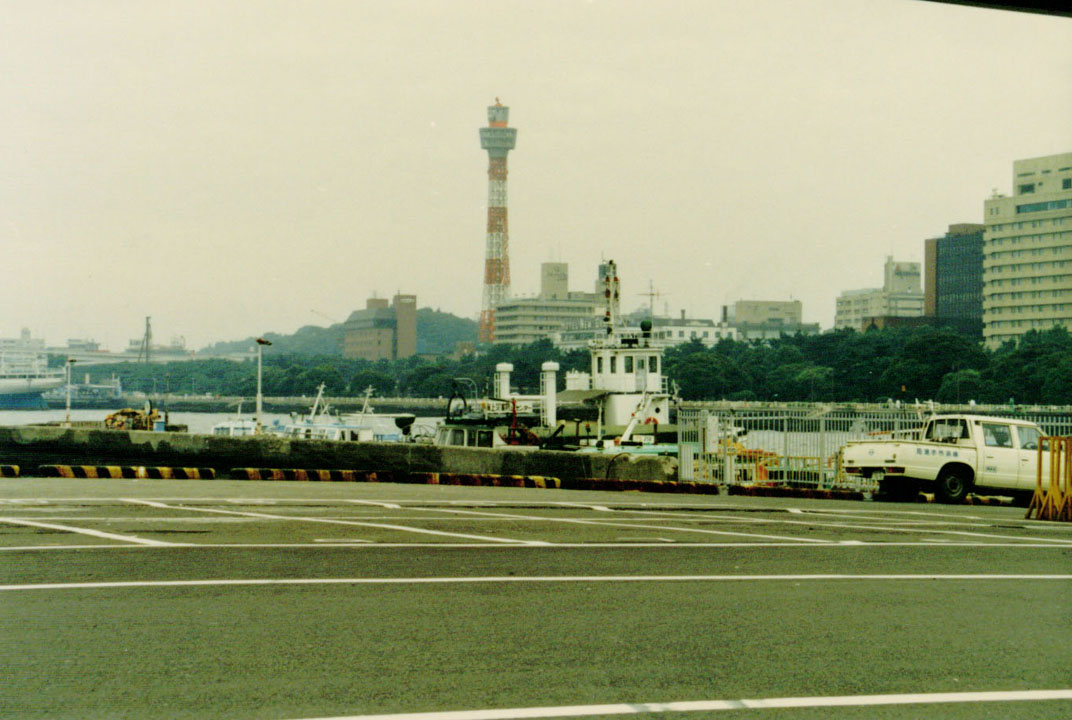
出港時の大桟橋（1985年6月29日）
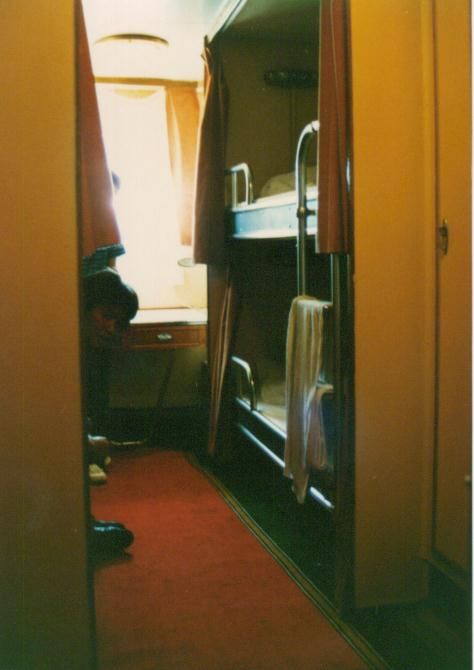
ハバロフスク号四等船室（1985年6月29日）
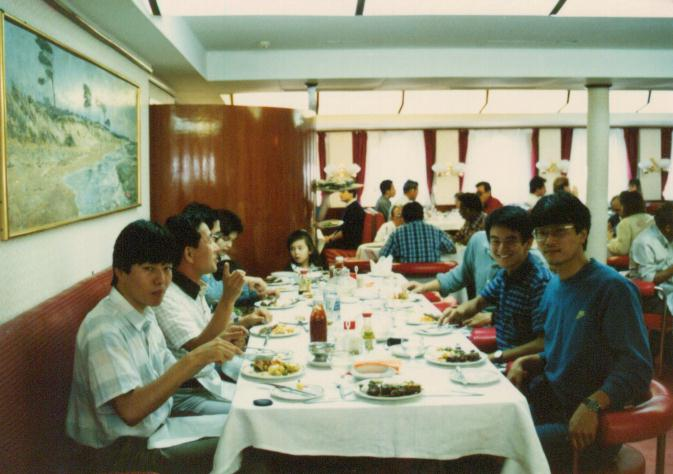
船内の食事風景（1985年6月30日）
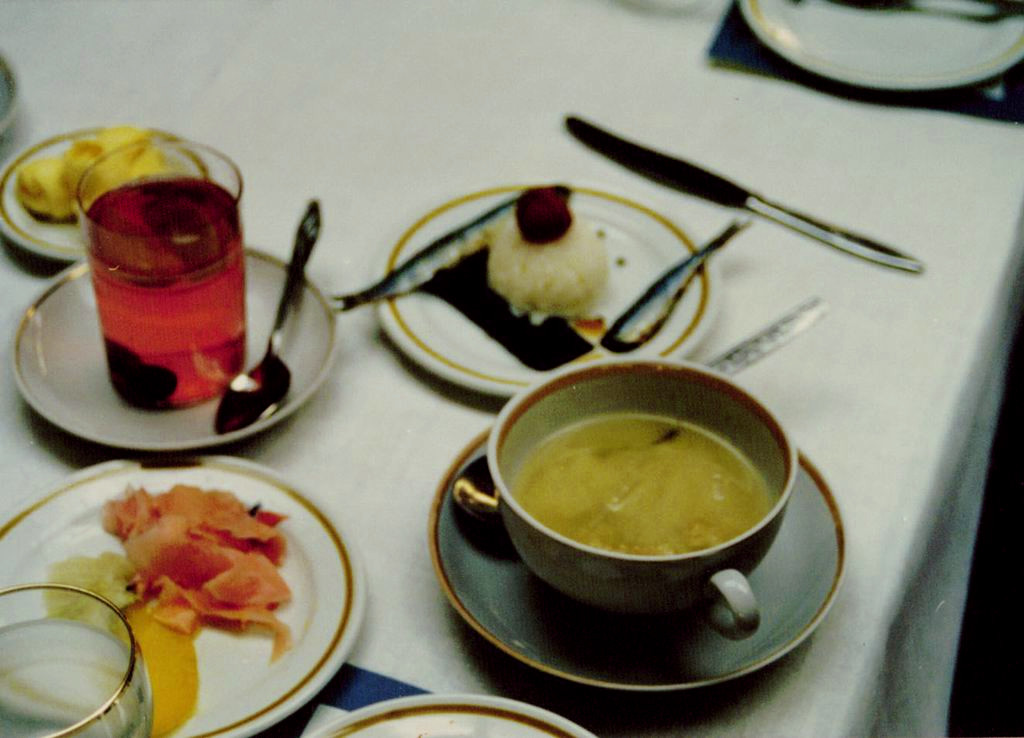
船内の食事（1985年6月30日）
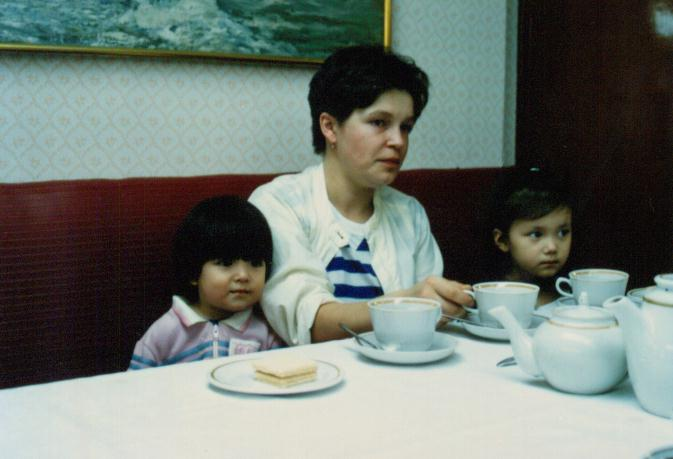
乗客の家族、モスクワへ里帰り（1985年6月30日）
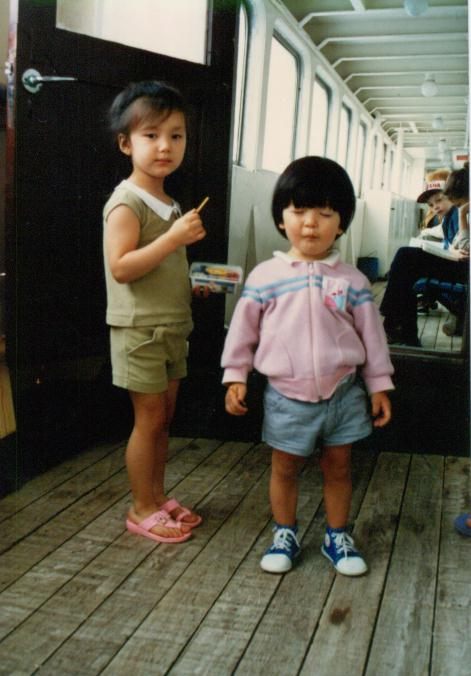
船内の乗客、里帰り途中の子供たち（1985年6月30日）
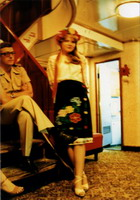
船内のアトラクション、ロシア民謡（1985年6月30日）
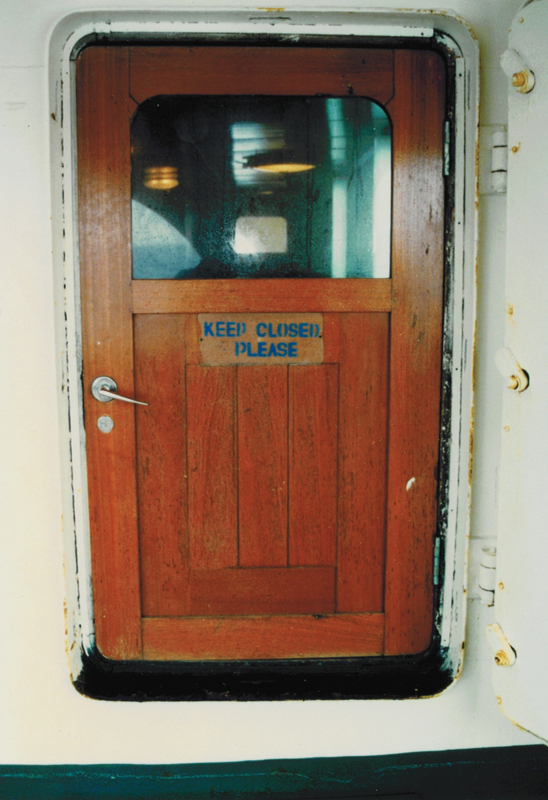
ハバロフスク号の甲板へのドア（1985年6月30日）
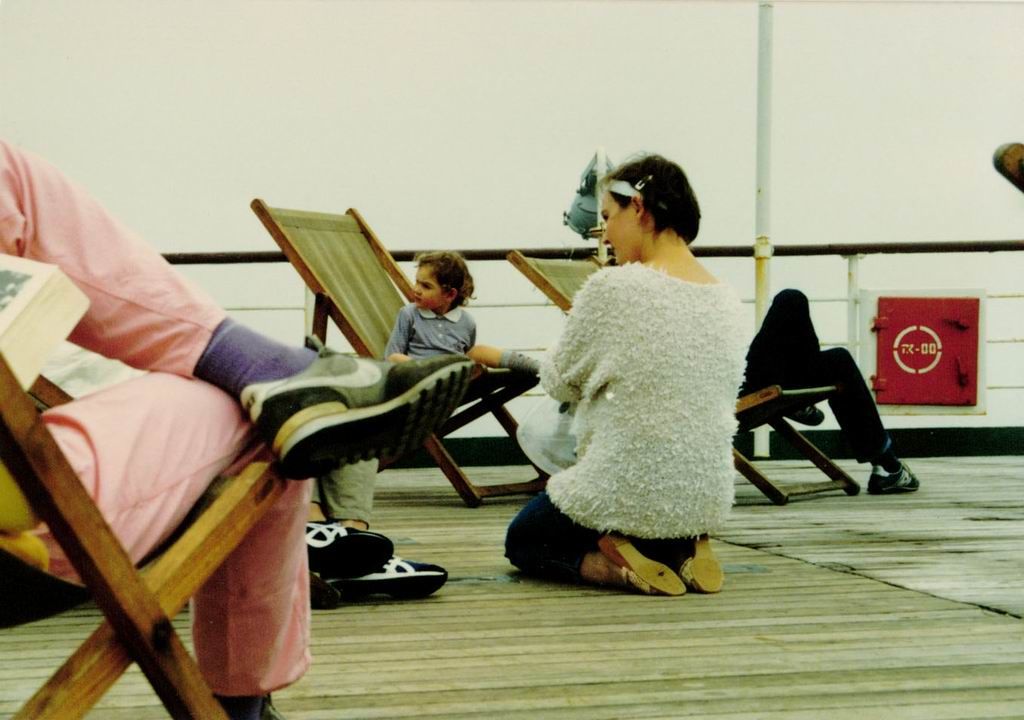
ハバロフスク号の甲板（1985年7月1日）
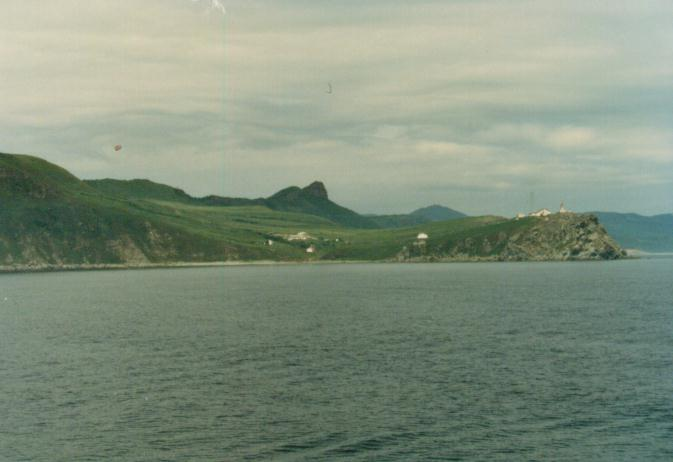
ナホトカ沖合の日本海から陸地を望む（1985年7月1日）
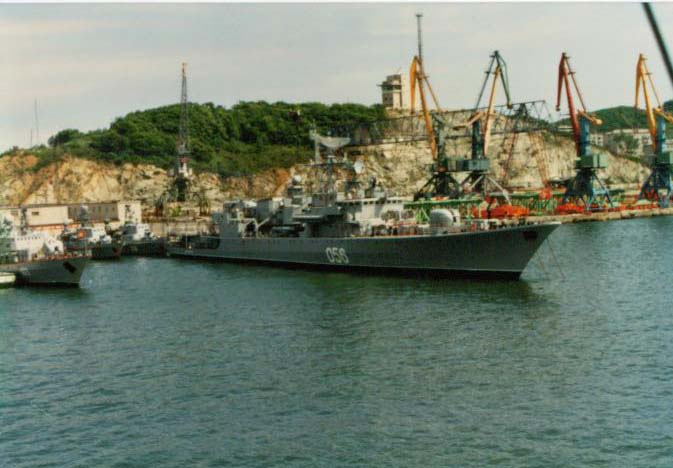
ナホトカ港のKGB所属の国境警備艦「メンジンスキー」（1985年7月1日）
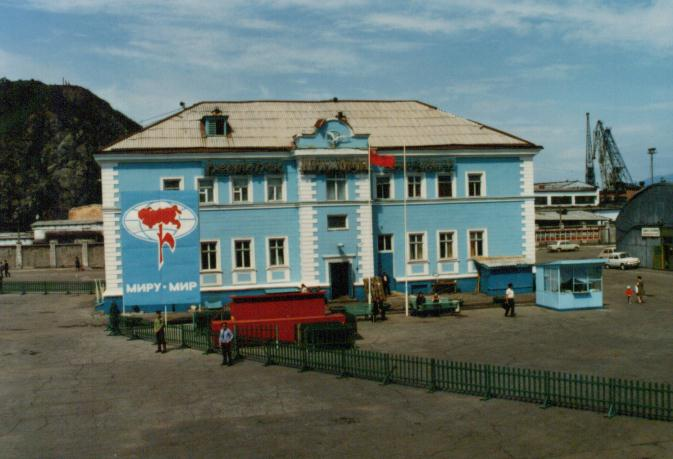
ナホトカ港の税関（1985年7月1日）
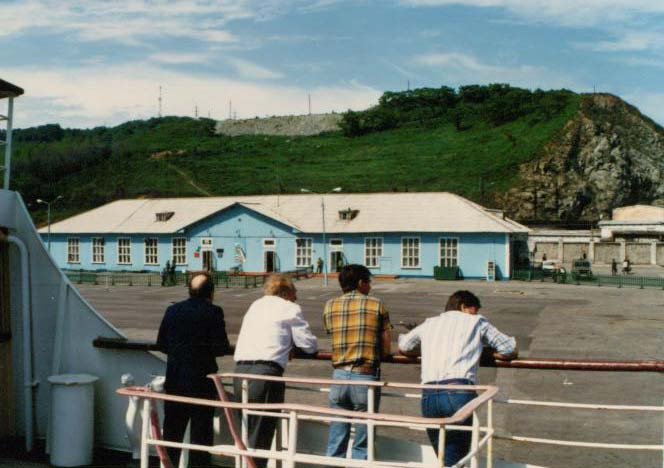
ナホトカ港の入国管理事務所（1985年7月1日）
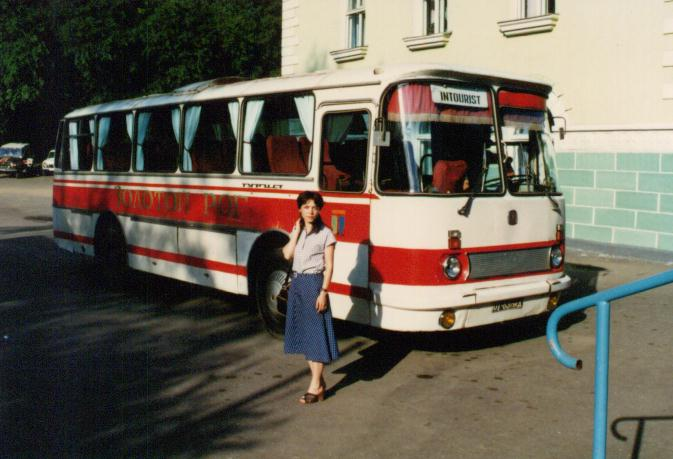
ナホトカ太平洋駅（ロシア語版）までのLAZ-697R（Lviv）バスとインツーリスト添乗員（1985年7月1日）
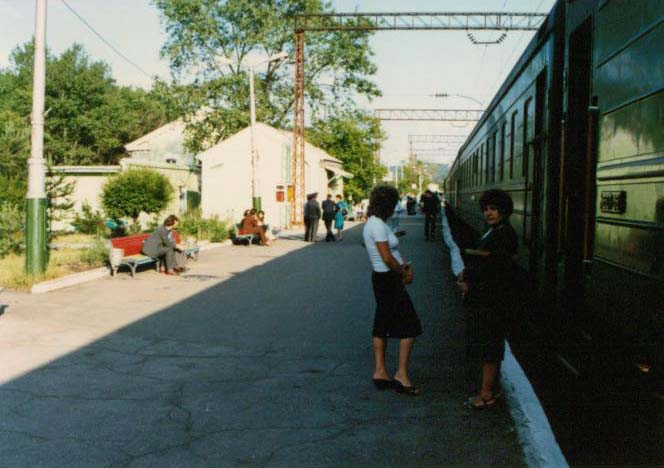
ナホトカ太平洋駅、シベリア鉄道のナホトカ支線（1985年7月1日）

## 参考・脚注
1. ↑  日ソ交流のパイプを担ったナホトカ航路時刻表歴史館
2. ↑  Far Eastern Shipping Co. Maritime Timetable Image
3. ↑  KHABAROVSK Shipspottimg.com
4. ↑  KHABAROVSK Shipspottimg.com
5. 1 2 3 4 5  横浜港大桟橋からナホトカ航路シベリア鉄道の旅共産主義時代を行く-ソ連・東欧1985年夏[出典無効]
6. ↑  アサヒグラフ1965年8月20日号、本誌特派ルポ「ナホトカ航路」、PP7
7. ↑  ハバロフスク号は1989年、中国で解体された。